# Недељко Терзић
Недељко Терзић (Сремска Митровица, 12. мај 1949) српски је писац, аутор је књига поезије, прозе и драмских текстова.

## Биографија
Прве стихове објавио је 1967. године. Са поезијом и прозом заступљен је у више од 80 антологија и значајнијих избора књижевног стваралаштва код нас и у иностранству (Русија, Немачка, Јерменија, Пољска, Румунија, Словенија, Македонија...) и добитник је преко 50 награда и признања за књижевно стваралаштво у Србији и иностранству.
Члан је Друштва књижевника Војводине и Удружења књижевника Србије и једини је из Србије дугогодишњи члан немачке асоцијације писаца Deutsche Haiku Gesellschaft.
Студирао је археологију у Београду, био директор позоришта у Сремској Митровици и главни и одговорни уредник издавачке делатности " Сремских новина", а данас је главни уредник издавачке едиције "Sirm".
Прву књигу поезије "Ћутање са равницом" објавио је 1975. године, прва преведена књига је била "Језеро на длану" на словачком језику 1980. а од 1982. његове књиге су преведене и објављују се у: Италији, Аустралији, Македонији,Француској, Грчкој, Бугарској, Румунији,Пољској, Мађарској, Словачкој, Словенији и Турској. Учесник је више међународних књижевних сусрета и фестивала, сарадник страних часописа у: Русији, Канади, Холандији, Румунији, Пољској, Македонији, Немачкој, Јапану, Словенији.
О његовом књижевном стваралаштву писали су листови и часописи у: Македонији, Бразилу, Јапану, Русији, Немачкој, Грчкој, Румунији, Јерменији. Превођен је на: енглески, немачки, јапански, италијански, грчки, француски,турски, бугарски, румунски, пољски, македонски, мађарски, руски, јерменски, литвански, шпански, словеначки, шведски, русински, украјински, албански и ромски, као и есперанто.

## Дела
- "Ћутање са равницом"
- "Јад и јед"
- "Дини из села АЕИОУ"
- "Ловац на медузе"
- "Камен у телу"
- "Нешто треће"
- "Нечији лик и друге песме"
- "Овде почиње историја"
- "Сусрети са невидљивом женом"
- "Језеро на длану"
- "Сан на броду"
- "Чворуга и друге песме"
- "Врашка посла"
- "Цезар у корнету"
- "Сцена код три кретена"
- "Ноћне птице"
- "Суве сузе"
- "Приче наших дана"
- "Здравице девет Југовића"
- "Срма у грлу"
- "Панонски извори"
- "Немој да ме зекиш"
- "Имам једно мало питање"
- "Дечки дечаци"
- "Живи портрети у прозорима сутерена"
- "Парајлије у Паралији"
- "Зидови са ушима"
- "Небеске приче"
- "Нећу да ме римујете"
- "Водени сат"
- "Збор и збег"
- "Хук и мук"
- "Имам једно мало питање"
- "Траг на тргу"
- "Залог наш"
- "Велика вечера"
- "Глад и глеђ"
- "Сечуански змај"
- "Никос са Олимпа"
- "Халејев син"
- "Весела олимпијада"

## Награде
- Прва награда „Млади мај“ – за поезију, 1975. Зајечар,
- Плакета Међурепубличке заједнице културе „Сава“ (Србија, Хрватска, Босна и Херцеговина и Војводина) 1978. у Шиду,
- Награда „Мајских игара“ за савремени драмски текст за децу, 1980. Бечеј,
- “Децембарска награда” 1982. награда Скупштине општине Шид,
- “Новембарска награда” 1984. Скупштине општине Сремска Митровица,
- „Искра културе“ Културно - просветне заједнице Војводине 1989. Нови Сад,
- Награда “Јован Поповић” 1989. у Новом Саду,
- Награда „Стражилово“ 1991. у Новом Саду,
- Златна плакета „Филип Вишњић“ 1991. у Нишу,
- Награда „Луча“ – Српске читаонице, 1993. Ириг,
- „Златна значка“ Културно-просветне заједнице Србије 1993. у Београду,
- Трећа награда за причу, часописа „Улазница“, 1995. Зрењанин
- Награда „Косовски божур“, Вучитрн 1996.
- Награда „Песнички крчаг“ 2000. у Београду,
- Трећа награда „Доситејево перо“ 2007. у Београду,
- „Новембарска награда“ 2007. Скупштине општине Сремска Митровица (по други пут).
- Награда за животно дело „Светозар Милетић“ Удружење новинара Србије – Друштво новинара Војводине 2010. Нови Сад,
- Плакета „Сима Цуцић“ 2010. Ново Милошево,
- Повеља „Капетан Миша Анастасијевић“ – Пут ка врху, 2010. Инђија -    Нови Сад ...
- Награда „Момчило Тешић“ за књигу „Парајлије у Паралији“ – Пожега 2011.
- Награда „Сунчани сат“ – Фестивала поезије младих „Машта и снови“ за књижевно дело и подстицај дечјег стваралаштва, Сремска Митровица 2012.
- Награда за књигу године (2015) – Друштво књижевника Војводине, Нови Сад, 2016.
- Награда „Орфеј са Дунава“ – Пети Међународни песнички сусрети „Орфеј на Дунаву“, Костолац 2017.[4]

## Награде и признања у другим државама
- 1975. Признание на 8-те „Караманови средби“ Радовиш (Македонија)
- 1976. Финалиста – у ужем избору за награду „Млада Струга“ на 15. Струшким вечерима поезије у Струги (Македонија)
- 1977. Трећа награда „Мајска руковања“ (Титоград) Подгорица (Црна Гора)
- 1983. Финалиста Фестивала Premio letterario Camaiore у Вијаређу (Италија),
- 1985. Награда „Курирчек“ за дечју поезију, Марибор (Словенија)
- 1987. Плакета града Вуковара (Хрватска)
- 1995. Прва награда на Светском ITOEN конкурсу за хаику поезију у Токију (Јапан),
- 1995. Награда дневника “The Daily Yomiuri” за хаику Токио (Јапан),
- 2012. Награда Народне библиотеке „Филип Вишњић“ Бијељина (Република Српска – Федерација Б и Х)
- 2014. Диплом - Награждается за интересное и качественное представление современной Сербской литературы на IX Санкт-Петербурском Международном книжном  салоне 2014. Санкт Петербург Россия
- 2014. Academia Interenaţionalǎ “Mihai Eminescu” Premiul pentru difuzarea şi promovarea literaturii romǎneşti în  16 septembrie 2014, / România
- 2015. Festivalul european de literatură - Sensul iubirii „Premiul de Excelenţă“ 9-11 octombrie 2015. Drobeta-Turnu Severin / România
- 2015. ART Danubius – polgári tárasulás, 2015. november 28. Bratislava / Slovakia
- 2016. Premiul „Eminescu“ – Festivalul internaţional de literatură „Mihai Eminescu“ ediţia a XXVI-a, 2016, Drobeta Turnu Severin, România
- 2016. Médaille „Mihai Eminescu“ – Académie Internationale „Mihai Eminescu“ – Craiova, Drobeta Turnu Severin, România, 2016.
- 2016. Меѓународната награда „Ана Франк“ – Издавачката куќа Феникс и Фондацијата за културна и научна афирмација и презентација Македонија Презент од Скопје, Македонија 2016.
- 2016. Specially prize / 10. uluslararasi, şiir festivali şiristanbul`a katiliminiz bisleri onurlandimiştir / Istanbul 2016.
- 2016. Международна награда „Мелнишки вечери на поезията – 2016“ за цялостно творчество и принос в развитието на регионалната и националната литература – XVII Международен фестивал „Мелнишки вечери на поезията 2016“ България
- 2016.  Naji Naaman`s Literary Prizes 2016 – Honor prizes (for complete work, Jounieh – Lebanon
- 2017. Premiul (médaille) “I. G. Bibicescu” – pentru promovarea literaturii române, Drobeta Turnu Severin, România 2017. Romania
- 2017.  Диплом золотоŭ и скульптур А. С. Пушкина – Санкт-Петербургское оделение Союза писателеŭ России, Санкт петербург 19 сентября 2017 г. Россия